# Kernkraftwerk Chashma
Das Kernkraftwerk Chashma (nach der englischen Bezeichnung Chashma Nuclear Power Plant abgekürzt auch CHASNUPP) mit vier Reaktorblöcken in der Provinz Punjab liegt in der Nähe der Stadt Chashma (Chashma Barrage) am linken Ufer des Indus, 32 km südlich von Mianwali City, 280 km südwestlich von Islamabad und 1160 km nordöstlich von Karatschi in Pakistan. Mit dem Bau des fünften Blocks chinesischer Bauart wurde Anfang Januar 2025 begonnen, nachdem der offizielle Start des Projekts bereits im Juli 2023 gefeiert worden war.

## Geschichte
Der Standort wurde nach internationalen Standards durch nationale und internationale Experten gründlich untersucht. Die seismischen Aspekte wurden durch die Internationale Atomenergie-Organisation (IAEA) untersucht. Das Ergebnis war, dass das Gelände gut für den Bau eines Kernkraftwerks geeignet ist.

### Blöcke 1 und 2
Der Bau von Chashma-1 begann am 1. August 1992. Der offizielle Baubeginn der Anlage war am 1. August 1993. Nach dem Abschluss des Massivbaus im Jahr 1996 wurden 1996 und 1997 große Anlagen wie Reaktordruckbehälter, Turbinen, Generator, Dampferzeuger usw. installiert und der Reaktor erstmals mit Brennstoff befüllt. Bevor die Anlage in Betrieb genommen wurde, wurde Chashma-1 durch eine Prä-OSART-Mission, bestehend aus 14 Experten in verschiedenen Bereichen wie Betrieb, Wartung, Schulung, technischer Unterstützung, Sicherheit etc. überprüft. Der Reaktor wurde am 13. Juni 2000 erstmals mit dem Stromnetz synchronisiert und ging am 15. September 2000 in den kommerziellen Leistungsbetrieb. Mit dem Bau von Chashma-2 wurde am 28. Dezember 2005 begonnen und der Block nahm im Mai 2011 den kommerziellen Leistungsbetrieb auf.
Beide Reaktoren sind Druckwasserreaktoren mit einer thermischen Leistung von 998,6 MWt, einer elektrischen Nettoleistung von 300 MWe und einer elektrischen Bruttoleistung von 325 MWe.
Das 300 MW-Kernkraftwerk wurde von der China National Nuclear Corporation (CNNC) entworfen und gebaut. Die chinesische Technologie basiert auf den Erfahrungen aus dem Kernkraftwerk Qinshan.

### Blöcke 3 und 4
Am 28. Mai und am 18. Dezember 2011 wurde jeweils mit dem Bau eines dritten und vierten Reaktorblocks begonnen, die mit einer Bruttoleistung von 340 MW und einer Nettoleistung von 315 MW eine etwas höhere Leistung als die bestehenden Blöcke besitzen sollen. Die Blöcke 3 und 4 wurden unter Beteiligung des Shanghaier Forschungs- und Konstruktionsinstitut für Nuklearprojekte erbaut, bis 2007 eine Tochtergesellschaft der China National Nuclear Corporation. In den Jahren 2016 und 2017 wurden die beiden Anlagen jeweils mit dem Stromnetz synchronisiert und nahmen anschließend den kommerziellen Betrieb auf.

### Block 5
Am 21. November 2017 unterzeichneten die Pakistanische Atomenergiekommission (PAEC) und China National Nuclear Corporation (CNNC) ein Kooperationsabkommen zur Errichtung eines HPR1000 (Hualong One).
Ursprünglich war der Baubeginn für 2021 vorgesehen, unter der Regierung von Premierminister Imran Khan (2018–2022) wurden die Pläne dann jedoch nicht weiterverfolgt. Erst im Juni 2023 schloss die PAEC mit der CNNC ein neues Abkommen im Wert von 4,8 Milliarden US-Dollar (105 Millionen Dollar weniger als in der ursprünglichen Vereinbarung) zur Errichtung eines Hualong One. Der offizielle Baubeginn erfolgte am 14. Juli 2023.

## Daten der Reaktorblöcke
Das Kernkraftwerk Chashma besteht Stand 2023 aus vier Blöcken:
| Reaktorblock | Reaktortyp                   | Netto- leistung | Brutto- leistung | Baubeginn  | Netzsyn- chronisation | Kommer- zieller Betrieb | Abschal- tung |
| ------------ | ---------------------------- | --------------- | ---------------- | ---------- | --------------------- | ----------------------- | ------------- |
| Chashma-1    | Druckwasserreaktor (CNP-300) | 300 MW          | 325 MW           | 01.08.1993 | 13.06.2000            | 15.09.2000              | —             |
| Chashma-2    | Druckwasserreaktor (CNP-300) | 300 MW          | 325 MW           | 28.12.2005 | 14.03.2011            | 18.05.2011              | —             |
| Chashma-3    | Druckwasserreaktor (CNP-300) | 315 MW          | 340 MW           | 28.05.2011 | 15.10.2016            | 01.12.2016              | —             |
| Chashma-4    | Druckwasserreaktor (CNP-300) | 315 MW          | 340 MW           | 18.12.2011 | 01.07.2017            | 19.09.2017              | —             |
| Chashma-5    | Druckwasserreaktor (HPR1000) | 1115 MW         | 1200 MW          | 14.07.2023 | —                     | —                       | —             |